# Mariánský morový sloup (Opava)
Mariánský morový sloup je mariánský sloup vytesaný z pískovce, který stojí před kostelem svatého Vojtěcha na Dolním náměstí v Opavě. V roce 1964 byl sloup zapsán do seznamu kulturních památek.

## Historie
Mariánský sloup v Opavě nechal zbudovat roku 1675 hrabě Jiří Štěpán. Tento sloup byl vysochán podle vzoru mariánského sloupu Am Hof ve Vídni. Jeho původní podobu známe pouze z popisu a několika vyobrazení.
V roce 1825 musel být sloup kvůli rozsáhlému poškození demontován. Znovu postaven byl roku 1869. Tento nový sloup také vycházel z vídeňského vzoru, tentokrát se však autor insporoval sloupem Am Gaben. Rozsáhlé opravy sloupu proběhly v roce 1927. Roku 1997 byl pod vedením olomouckého restaurátora Ladislava Werkmana kompletně zrestaurován. V průběhu prací byl uvnitř díla ve skleněné láhvi nalezen originál pamětní listiny z roku 1869 a groš z roku 1860. Kopie listiny (originál je uchován v Zemském archivu) byla spolu s grošem do podstavce vrácena a restaurátoři k nim přidali také záznam o opravě z roku 1997 a platné mince.

## Popis sochy
Dílo stojí na trojbokém soklu, na kterém jsou vytesány nápisy k poctění Panny Marie a záznamy o opravách a vzniku sloupu. Sokl je zdobený ornamenty, monogramem IHS, mariánským monogramem a hořícím srdcem, které je probodnuto mečem. Na sokl navazuje vynášecí sloup, na jehož vrcholu je socha Panny Marie, zobrazující figuru, stojící na zeměkouli ovinuté hadem (symbol prvotního hříchu). Celý sloup je ohrazen šestibokým železným plotem.